# Ficus tepuiensis
Ficus tepuiensis är en mullbärsväxtart som beskrevs av C.C. Berg och J.E. Simonis. Ficus tepuiensis ingår i släktet fikonsläktet, och familjen mullbärsväxter. Inga underarter finns listade i Catalogue of Life.